# 天云乡
天云乡，是中华人民共和国四川省乐山市井研县曾经下辖的一个乡。2019年12月，撤销天云乡，以其所属行政区域划为镇阳镇的行政区域。

## 行政区划
天云乡撤销前下辖以下地区：
天云街社区、天湖村、两河村、瓦子坳村、龙申村和毛坝村。